# Мандершайд (Ислек)
Мандершайд (нем. Manderscheid) — община в Германии, в земле Рейнланд-Пфальц.
Входит в состав района Айфель-Битбург-Прюм. Подчиняется управлению Арцфельд. Население составляет 49 человек (на 31 декабря 2010 года). Занимает площадь 4,25 км².